# Foster, ești mort!
"Foster, ești mort!" (1955) (titlu original Foster, You're Dead!) este o povestire științifico-fantastică scrisă de Philip K. Dick. A fost publicată pentru prima oară în Star Science Fiction Stories No.3.
În limba română a fost tradusă de Vlad Nelson (din limba rusă din revista Ogoniok) și a fost publicată în 1958 în revista Colecția „Povestiri științifico-fantastice” nr. 82.

## Intriga
Acțiunea povestirii se petrece în 1971 și îl are ca protagonist pe adolescentul Mike Foster, fiul unui "anti-P", un om care refuză să cumpere un adăpost antiatomic sau să susțină financiar pregătirile orașului său pentru un război atomic. Foster susține că complexul industrial militar creează teamă pentru a vinde mai multe adăposturi antiatomice.
În această povestire, adăposturile antiatomice sunt "îmbunătățite" în fiecare an (la fel ca aspiratoarele sau automobilele), pe măsură ce sovieticii par să descopere noi metode de a ataca adăposturile construite anterior.
Mike trăiește cu teama că nu va avea acces la un adăpost odată cu începerea războiului, fiind un proscris din cauza viziunilor politice ale tatălui său.

## Istoria povestirii
Povestirea este o satiră a două dintre tendințele anilor '50: consumerismul și creșterea anxietății legate de Războiul Rece. Dick a scris: "Într-o zi, am văzut un titlu într-un ziar, în care președintele Statelor Unite sugera că, dacă americanii ar trebui să își cumpere propriile adăposturi antiatomice, în loc ca acestea să le fie asigurate de guvern, ar avea mai multă grijă de ele. Ideea asta m-a înfuriat. Urmând aceeași logică, fiecare dintre noi ar trebui să aibă un submarin, un avion de luptă și așa mai departe."